# Kapłan

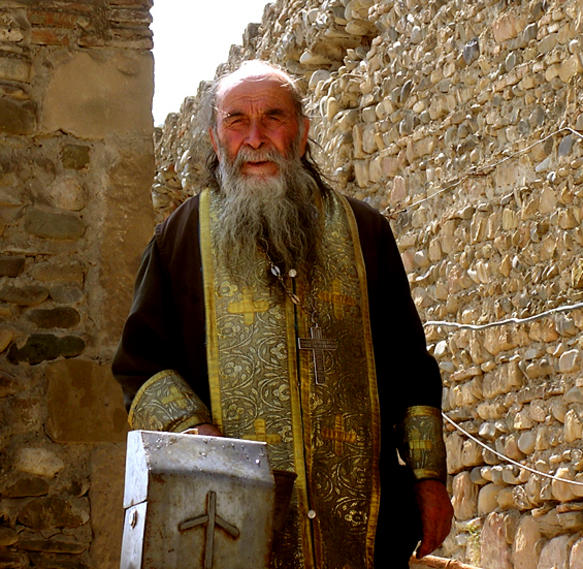
Prawosławny kapłan z Gruzji

Kapłan – osoba, która spełnia w imieniu wspólnoty religijnej funkcje kultowe i rytualne. Funkcje te nadają jej rolę przynajmniej częściowego pośrednika między Bogiem a ludźmi. Kapłan musi poddawać się określonym wymogom religijnym i zazwyczaj posiada też pewne przywileje. Kapłanom często powierza się funkcje duchowej opieki nad wspólnotami. Kapłan wybierany jest przez wspólnotę lub przez innych kapłanów. Dostęp do kapłaństwa może być ograniczony pewnymi względami, takim jak np. cechy psychiczne i duchowe, zdolności, wykształcenie, płeć. Otrzymanie statusu kapłana, zazwyczaj poprzedzone długim okresem nauk i prób, jest połączone z określonym obrzędem i ma duże znaczenie rytualne (zob. np. sakrament święceń).

## Przykłady
Istnieją nazwy kapłanów poszczególnych religii:
- kohen – w judaizmie;
  - arcykapłan;
- ksiądz – w chrześcijaństwie, choć ten termin obejmuje też część pastorów nieuznawanych za kapłanów;
  - prezbiter – niższy stopień kapłaństwa chrześcijańskiego;
  - biskup – wyższy stopień takiego kapłaństwa;
  - ordynariusz;
  - arcybiskup;
  - metropolita;
  - papież;
  - ojciec – ksiądz będący jednocześnie zakonnikiem;
  - pop – dawne określenie kapłana w prawosławiu i Katolickich Kościołach wschodnich;
- żerca – kapłan-ofiarnik w pierwotnej religii Słowian.
- kriwe
- druid
- mag
- kannushi

W hinduizmie funkcje kapłańskie pełnią bramini. Niektóre religie nie nazywają swojego duchowieństwa kapłanami – przykłady to współczesny judaizm, islam i większość wyznań protestanckich.